# Eva Selin Lindgren
Eva Anita Selin Lindgren, född 10 augusti 1936 i Karl Johans församling i Göteborg, död 3 september 2011 i Vasa församling i Göteborg, var en svensk professor i miljöfysik och politiker (centerpartist). Hon var ordinarie riksdagsledamot 2006–2010.

## Biografi

### Akademisk karriär
Lindgren disputerade 1970 i kärnfysik på en avhandling om kärnspektroskopi. Hon var 1964–1994 universitetslektor vid fysikinstitutionen då gemensam för Chalmers och Göteborgs Universitet, och utnämndes 1994 till professor i miljöfysik.
Lindgren intresserade sig för analysmetoder för grundämnenas kretslopp i människokroppen och miljön, och insåg tidigt vikten av samarbete med andra discipliner för att nå önskade resultat. Detta ledde till att hon tog initiativ till tvärvetenskapliga studier av vår yttre och inre miljö och bidrog till bildandet av den tvärvetenskapliga så kallade "miljösektionen" på Chalmers 1990 där hon blev den första föreståndaren 1990–1997. Miljösektionen bytte år 2000 namn till Göteborgs miljövetenskapliga centrum. Lindgren hade ett stort internationellt kontaktnät och intresserade sig för utvecklingsfrågor och utbytesstudenter i samarbete med SIDA.
2001 tilldelades hon Chalmersmedaljen med motiveringen "Eva Selin Lindgen har varit pionjär och föregångare inom det tvärvetenskapliga miljöområdet och har genom denna gärning starkt bidragit till att ge miljöverksamheten vid Chalmers tekniska högskola och Göteborgs universitet internationell renommé och ryktbarhet inom forskning och utbildning för ett uthålligt samhälle."

### Riksdagsledamot
Mandatperioden 2006–2010 var Selin Lindgren ordinarie riksdagsledamot för Centerpartiet, invald för Göteborgs kommuns valkrets.
I riksdagen var hon suppleant i försvarsutskottet, miljö- och jordbruksutskottet, näringsutskottet och OSSE-delegationen.
Hon blev särskilt känd för sitt motstånd mot kärnkraft och kärnvapen, och som kritiker av Centerns beslut att godta utbyggd kärnkraft.

### Minnesfond - Eva Selin Lindgrens minne
Lindgren avled i september 2011, kort efter sin 75-årsdag, och gåvor samlades in till en minnesfond som bär hennes namn, och ska främja cancergenetisk och miljöteknisk forskning. Följande utdelningar har därefter skett:
- 2013 - Khalil Helou, bröstcancerforskare vid Sahlgrenska akademin.[8]
- 2014 - Elias Hartvigsson, forskning om mindre fristående elsystem vid avdelningarna Elteknik och Miljösystemanalys. Elias arbete har tillämpningar vid landsbygdselektrifiering i fattiga länder.[9]
- 2015 - Barbro Linderholm, docent vid Sahlgrenska akademin och överläkare vid Onkologiska kliniken, Sahlgrenska Universitetssjukhuset, engagerad i flera nationella och internationella samarbetsgrupper som bedriver translationella bröstcancerstudier[10]
- 2016 - Aksel Sundström, forskare vid statsvetenskapliga institutionen, Göteborgs universitet[11]
- 2017 - Per Karlsson, professor och överläkare i onkolog, för forskning på olika typer av behandling av bröstcancer liksom på behandlingseffekter och sena biverkningar av strålbehandling.[11]
- 2020 – Anneli Selvefors, samordnare forskningstemat "Cirkuläritet och hållbar produktanvändning" vid Chalmers "för att hennes forskning på ett framåtriktat sätt försöker bryta den linjära traditionen inom design. Hennes forskning visar ett tydligt förhållningssätt till hållbar utveckling genom att integrera både livscykelperspektiv och hur man kan arbeta med begränsade resurser."[12]